# Mariagården, Umeå kommun
Mariagården är en bebyggelse nordost om Kassjö och Kassjön i Umeå kommun. Vid 2015 års småortsavgränsning klassade SCB här en småort. Vid avgränsningen 2020 klassades bebyggelsen som sammanväxt med den i småorten Kassjö och denna småort avregisteraes.